# USS Albacore (AGSS-569)
| ПЧ типу «Альбакор»          | ПЧ типу «Альбакор»        | ПЧ типу «Альбакор»        |
| --------------------------- | ------------------------- | ------------------------- |
| USS USS Albacore (AGSS-569) |                           |                           |
|                             |                           |                           |
| Човен «Albacore»            |                           |                           |
| Під прапором                | США                       | США                       |
| Спуск на воду               | 1 серпня 1953 (1 човен)   | 1 серпня 1953 (1 човен)   |
| Виведений зі складу флоту   | 9 грудня 1972             | 9 грудня 1972             |
| Сучасний статус             | музейний експонат         | музейний експонат         |
| Проєкт                      |                           |                           |
| Розробник проєкту           | Portsmouth Naval Shipyard | Portsmouth Naval Shipyard |
| Класифікація НАТО           | Albacore                  | Albacore                  |
| Основні характеристики      |                           |                           |
| Швидкість (надводна)        | 25 вузлів (47,5 км/год)   | 25 вузлів (47,5 км/год)   |
| Швидкість (підводна)        | 33 вузлів (59,7 км/год)   | 33 вузлів (59,7 км/год)   |
| Гранична глибина занурення  | 210 м                     | 210 м                     |
| Екіпаж                      | 54 особи                  | 54 особи                  |
| Розміри                     |                           |                           |
| Довжина найбільша (по КВЛ)  | 62,1 м                    | 62,1 м                    |
| Ширина корпусу найб.        | 8,2 м                     | 8,2 м                     |
| Середня осадка (по КВЛ)     | 7,7 м                     | 7,7 м                     |
| Озброєння                   |                           |                           |
| Зображення на Вікісховищі   |                           |                           |

Альбакор (експериментальний тип підводних човнів США) (англ. USS Albacore (AGSS-569)) — експериментальний унікальний підводний човен ВМС США, котрий був призначений для гідродинамічного випробування нової форми обводів корпусу підводного човна з акцентом на підводний хід - “краплеподібного” чи “альбатросового”. Ніс службу у 1953-1972 рр. Човен був закладений 15 березня 1952 на Portsmouth Naval Shipyard в Кіттері, штат Мен. Спущений на воду 1 серпня 1953 року і введений в експлуатацію 6 грудня 1953 року.
Ефективність підводних човнів в Другій світовій війні переконав ВМС США, що підводна війна буде грати ще важливішу роль в найближчих конфліктах, що вимагало розвиток досконаліших підводних човнів. Поява ядерної енергетики дала надію, що подібні військові кораблі зможуть нею користуватися. Зусилля по досягненню цієї мети включали в себе розвиток ядерної рухової системи та обтічного корпусу човна оптимального для підводного руху.

## Проєктування

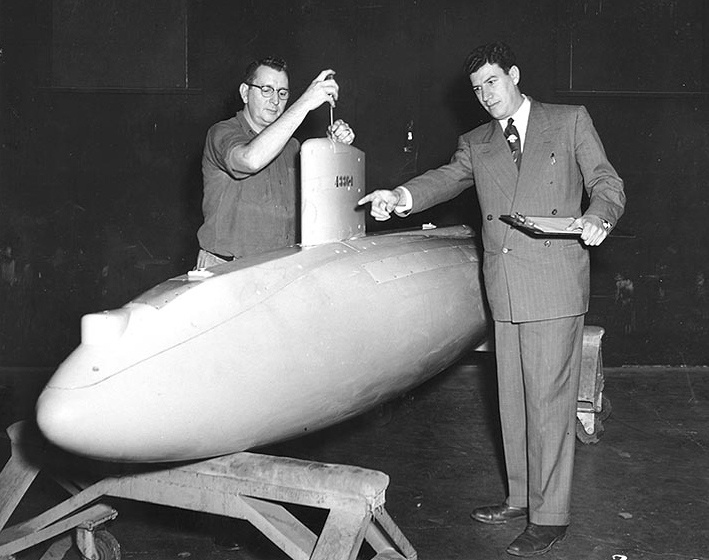
Модель "Albacore" для випробувань в басейні на David Taylor Model Basin

Наприкінці Другої світової війни уряди по обидві сторони залізної завіси рекомендували розробити ядерні енергетичні установки для кораблів. Оскільки атомні електростанції працюють без кисневого живлення конструктори підводних човнів звернули свою увагу на судина, які можуть працювати протягом тривалого часу без спливання. Тому появилася ідея нового типу підводного човна, в котрих характеристики будуть повністю підпорядковані для високої швидкості підводного ходу і маневреності. У США в 1949 році спеціальне КБ на David Taylor Model Basin почало серію гідродинамічних досліджень, яке створило програму, щоб визначити яка форма корпусу буде найкращою для підводної роботи. На моделях у басейні було протестовано ряд конструкцій. Найкращу з них у двох екземплярах, першу з одним гвинтом, а другу з двома гвинтами, потім випробовували в аеродинамічній трубі на авіабази Ленглі. Одногвинтовий варіант був прийнятий, і будівництво експериментального підводного човна в цій конструкції було дозволено 25 листопада 1950 року. Цей корабель був класифікований як допоміжний підводний човен (AGSS-569) і з ім'ям “Albacore”

## Історія випробувань, ремонтів і модернізацій

Після попередніх випробувань приймання, новий підводний човен відійшов з корабельні Портсмута 8 квітня 1954 Він почала перший цикл експериментів з заданої конфігурації, а потім повернувся в Портсмут для обширної модифікації і для оцінки різних концепцій дизайну, щоб допомогти ВМС розробити ефективніші конфігурації обводів для майбутніх підводних човнів. Він повернувся в Портсмут 3 липня і більш ніж рік проходив ремонт і модифікацію для усунення технічних проблем.
Підводний човен відійшлов знову Портсмута 12 жовтня 1955 року і відплив за допомогою буксира Block Island до Кі-Уест, штат Флорида, куди він прибув 19 жовтня 1955 року. 4 листопада 1955 року розпочали випробування впродовж короткого демонстраційного походу до 24 листопада 1955 року і потім повернувся в Портсмут. 
З грудня 1955 по березень 1956 проходив нові оновлення. До цього часу, його гвинт, обводи і рулі нагадували дирижабль Зміни корпусу почалися в квітні 1956 року і тривали до кінця року.
В листопаді 1956 року човен повернувся на верф для заміни двигуна. З 11 березня 1957 продовжуються випробування.
У 1958 році перебував в капітального ремонті, котрий тривав до червня. Наступні тести перевіряли звукоізоляції 
В жовтня 1958 року ніс човнів був змінений з метою подальшого зниження шуму. 
У 1959 році були встановлений новий 14-футовий гвинт і випробуваний.
Більшу частину решти 1959 і більшу частину 1960 проходять широко різноманітні тести
21 листопада 1960, човен увійшов в Портсмут для капітального ремонту і модернізації, де він отримав: новий, експериментальний, X-подібний хвіст (пізніше використаний для підводних човнів Ізраїлю замовлених в Німеччині з таким типом кормового оперення (хвоста)), новий ніс, нові системи гідролокації, і велике допоміжне кермо в кормовій частині.
У 1962 році він отримав нещодавно розроблений гідролокатор DIMUS.
7 грудня 1962 року, почалися роботи з його четвертого значного переобладнання, яке включало установку концентричних протилежного обертання гвинтів, високої ємності срібно-цинкові батареї, потужніший головний дизель-генератор, нове обладнання засобів зв'язку, BQS і BQR гідролокатори, системи аварійного сплиття, і нову головну систему баластних цистерн. Зміни були завершені в 1965 році.
1 січня 1968 року підводний човен повернувся в Портсмут для модифікації її двигунів, які не тривали до 19 квітня. Потім був місяць випробувань в затоці Мен. 
Він повернулася в Портсмут на 24 серпня 1968 для монтажу FAB обладнання. Потім, після його оцінки в затоці Мен повернувся в Портсмут 30 вересня, і був там стані очікуванні результатів подальших досліджень пов'язаних з питання про доцільність використання його надалі для досліджень. Човен залишився здебільшого неактивній до 2 лютого 1970 року, коли почали його капітальний ремонт і модифікації в сухому доці.
Човен покинув док 16 квітня 1971, почалося ходові випробування 22 липня 1971, і завершилися у серпні 1971. На початку жовтня, він діяв для випробовування гідролокатора і радіолокаційного обладнання.

## Виведення з експлуатації
Після частих збоїв дизельних двигунів і викликаних тим неодноразових затримок в його діяльності, проєкт був скасований. Човен був виведений з експлуатації 9 грудня 1972 і був виведений з флоту 1 травня 1980, і відбуксирований в Портсмут наприкінці квітня 1984 при буксируванні на постійне місце човен загруз у багнюці Портсмут Харбор. 1985 року човен був перетворений на корабель-музей..

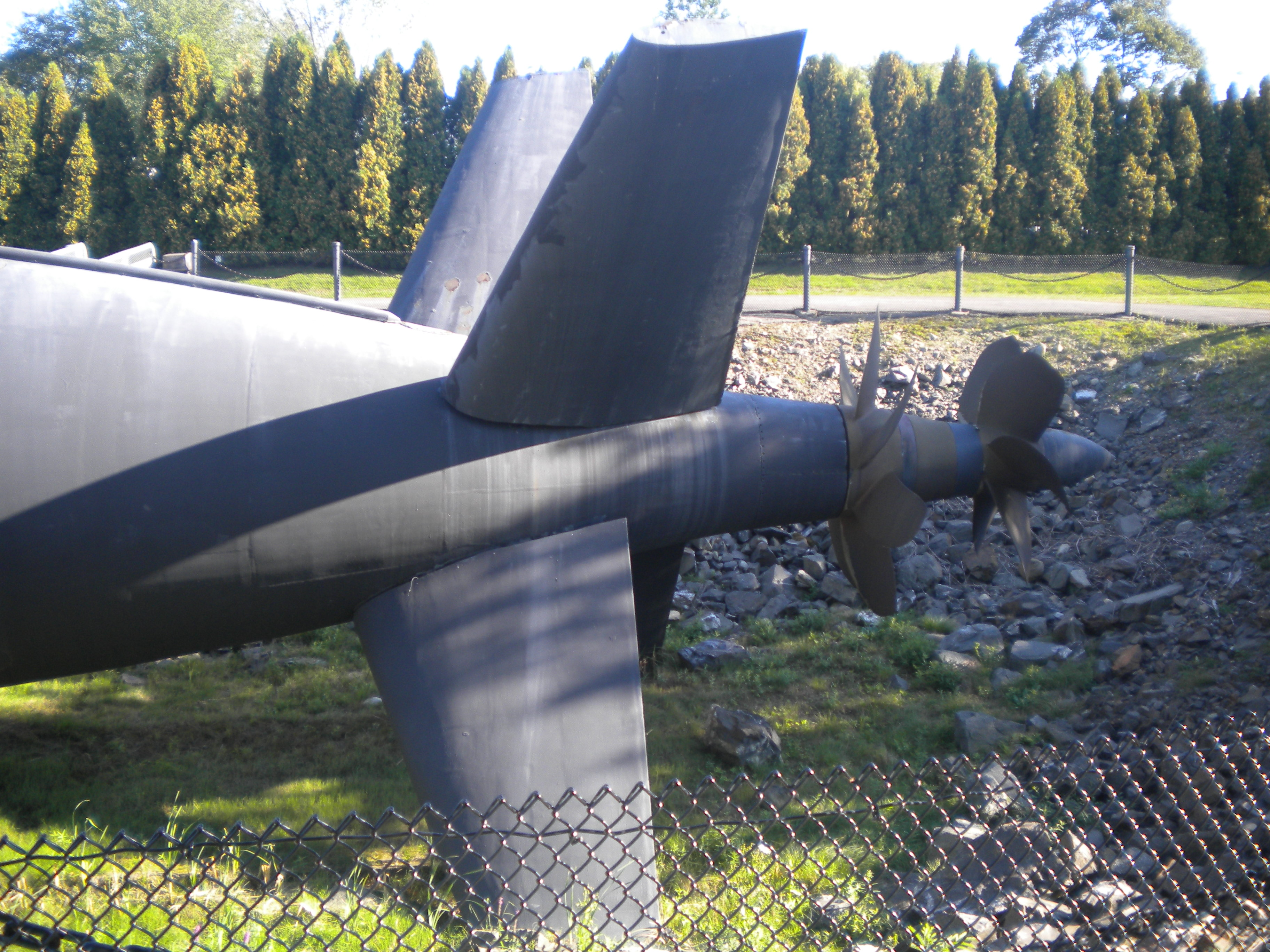
Хвіст човна «Альбакор» (2011)